# Governo provvisorio del Priamur'e
Il governo provvisorio del Priamur'e (in russo Приамурский земский край?, Priamurskij zemskij kraj) era una nazione situata nell'Estremo oriente russo, nel territorio dell'odierna oblast' dell'Amur, ai confini con la Manciuria, tra il 27 maggio 1921 ed il 25 ottobre 1922. Fu l'ultima enclave dei bianchi nel corso della guerra civile russa.

## Storia
Ebbe origine a causa di un colpo di Stato dell'esercito bianco a Vladivostok, il cui obiettivo era quello di eliminare la Repubblica dell'Estremo Oriente, sopravvissuta dietro il cordone sanitario dell'esercito giapponese coinvolto nell'intervento siberiano. Il colpo avvenne il 23 maggio da parte dei Kappelevcij, i resti dell'esercito di Vladimir Kappel'.
Il governo fu guidato dai fratelli Merkulov, Spiridon Dionis'evič Merkulov (ex funzionario del Ministero dell'agricoltura), capo del governo del Priamur'e, e Nikolaj Merkulov, mercante. Entrambi erano deputati del Governo Provvisorio Russo. Successivamente, l'atamano cosacco Grigorij Michailovič Semënov tentò di prendere il potere, ma si ritirò quando non fu più sostenuto dai giapponesi. Fondò lo Stato cosacco di Transbajkalia assieme al principe Roman von Ungern-Sternberg. Kappelevcij e Semënovcij, si disprezzavano a vicenda: il primo desiderava mantenere una Russia unita, il secondo era per l'indipendenza delle nazioni cosacche.
A poco a poco il territorio del governo venne ampliato fino a Chabarovsk e successivamente fino a Spassk, duecento chilometri a nord di Vladivostok. I fratelli Merkulov vennero deposti nel giugno 1922 e sostituiti da uno dei generali di Kolčak, Michail Diterichs.
Nel luglio del 1922, venne convocato uno Zemskij sobor, detto appunto Priamurskij zemskij sobor (in russo Приамурский Земский Собор?), che invitò tutti i russi a pentirsi per il rovesciamento dello zar, ed a restaurare la monarchia con il granduca Nikolaj Nikolaevič Romanov come zar. Il Patriarca Tichon (che non era presente, né lo era il granduca) fu nominato presidente onorario del Sobor. Il territorio venne rinominato Prjamurskij Zemskij Kraj. Il generale Diterichs si autonominò voivoda e l'esercito fu chiamato Zemskaja Rat (Rat è un antico termine delle lingue del ceppo slavo per indicare forza militare).
Quando i giapponesi si ritirarono, l'esercito bolscevico della Repubblica dell'Estremo Oriente riconquistò il territorio. La guerra civile fu  dichiarata ufficialmente finita, anche se il distretto di Ajano-Majskij nel territorio di Chabarovsk era ancora controllato dal bianco ucraino Anatolij Pepeljaev fino al giugno 1923, come Repubblica Ucraina dell'Estremo Oriente in alleanza con la rivolta jakuta.